# 2023年烏克蘭反攻
2023年烏克蘭反攻是指烏克蘭武裝部隊於2023年6月4日起開始，從東、南部地區向俄佔領土進行的反攻。烏克蘭軍隊在多個州份向俄羅斯軍隊發動進攻，包括盧甘斯克州、頓涅茨克州、扎波羅熱州和赫爾松州。
由於戰爭前期俄羅斯為了防止反攻所建立的防禦線，因此交戰初期烏軍放慢了步伐，但是隨後開始取得進展並且突破俄軍防線。俄軍方面則在東部發起攻勢，意圖轉移烏克蘭後備力量，從而減輕南部戰線的壓力。
這次反攻被廣泛視為戰爭的關鍵時刻，其結果將決定烏克蘭是否能繼續得到強大的西方軍事支持。
烏克蘭經過数個月高消耗又漫長的拚戰，反攻到2023年12月初亦被普遍認為成果有限，烏克蘭只從俄羅斯手中奪回了400平方公里的領土，俄羅斯則在12月26日宣布夺取马林卡，並繼續佔據烏克蘭約18％的領土，其中約一半是在2014年吞併克里米亞佔領的，其餘就是它在2022年2月占領後奪取的領土。

## 背景

### 戰爭狀態
自從烏克蘭軍隊於2022年秋季發動的赫爾松反攻和哈爾科夫反攻之後，各地的戰鬥大多停滯不前，而2023年上半年的戰鬥主要集中在巴赫姆特周圍。

### 俄羅斯的防禦
俄羅斯為了應對烏克蘭可能發起反攻，在烏克蘭南部的800公里範圍內建立了多道防線，如在托克馬克市週邊興建反坦克陷阱。由於烏克蘭反攻大概使用了一年計劃，寫給了俄羅斯軍隊建立完整防禦體系的時間。根據戰略與國際研究中心（CSIS）的描述，俄羅斯在烏克蘭的防禦工事被稱為自「第二次世界大戰以來歐洲最廣泛的防禦工事」。在扎波羅熱州，俄軍建造至少三道防線：從瓦西里夫卡到新彼得里夫卡（位於扎波羅熱州和頓涅茨克州的邊界）長達150公里的前線；從奧爾良斯克到卡姆揚卡以北長達130公里的第二道防線；以及「一系列圍繞著較大城鎮的孤立防禦工事」。在頓涅茨克州，俄羅斯軍隊建造了相距5公里的野戰防禦工事，比扎波羅羅熱州的防禦工事之間30公里距離更為密集。這些工事集中在奧利亨卡、頓涅茨克、馬克耶夫卡、托克馬克和霍爾利夫卡等地。扎波羅羅熱州和頓涅茨克州的防禦陣地包括「多種型號的防輪車障、步兵戰壕以及炮兵和戰車的預備射擊位置」。

## 前奏

### 規劃
到2023年2月，烏克蘭和西方官員開始討論可能的春季反攻計劃，同時烏軍正在接受北約的軍事培訓，並預期得到西方裝備，主要包括M1艾布蘭主力戰車和豹2坦克。到了2023年5月，烏克蘭已經開始結束為預期的反攻做準備，並且不會明確宣布反攻何時開始。儘管普遍預期反攻將在春季進行，但烏克蘭總統弗拉基米爾·澤連斯基表示他們未獲得足夠的西方補給。此外，天氣也是延遲反攻的一個重要因素；在那段時間裡，烏克蘭正處於泥濘道路季，對於坦克等車輛而言，行車變得相當困難。

### 反攻前的行動

#### 東線
自2023年5月開始起，烏克蘭軍隊在巴赫姆特的側翼進行局部反擊，作為該市更大規模戰鬥的一部分。
5月12日，烏克蘭軍隊迫使俄羅斯人撤出位於巴赫姆特西北約4公里處的貝爾希夫卡水庫南岸，並聲稱在北部和南部進一步佔領了20平方公里的土地。但本月晚些時候，巴赫姆特市区被俄罗斯全面占领。
6月5日，烏克蘭在巴赫姆特及其周邊地區開始了另一次大規模反擊行動，當時有報導稱烏克蘭軍隊已奪回巴赫姆特北部貝爾希夫卡村的部分地區。烏克蘭軍隊聲稱整個六月初在巴赫姆特側翼周圍的多個地區前進了數百米。
6月8日，烏克蘭東部作戰指揮部發言人謝爾蓋·切列瓦提報告了又一次小規模突破，他表示有120名俄羅斯士兵陣亡，184人受傷，1人被俘，同時摧毀了5輛坦克和大量其他裝備

#### 札波羅熱州-頓涅茨克州西部
自2023年6月3日開始，烏軍第37海軍陸戰旅在頓涅茨克州的新頓涅茨克村前線進行了一系列緩慢但持續的進攻行動。在沒有裝甲支援的情況下，海軍陸戰隊通過使用火砲，以及迅速將裝甲運兵車駛至前線，再後撤到俄軍火砲無法打擊的距離，以這戰術成功擊退了頓涅茨克人民軍的东方旅。
同樣是在2023年6月3日，澤連斯基表示烏克蘭已準備好發動反攻，第二天，烏克蘭官員宣布行動沉默，以避免損害軍事行動。

### 反攻開始日
關於反攻的確切開始日存在爭議，各種官方消息來源提供的信息不一致。俄羅斯聲稱他們在2023年6月4日挫敗了一次「大規模進攻」，並將該日期視為烏克蘭反攻的開始。對於這些指控，烏克蘭國防部副部長漢娜·馬利亞爾表示這是轉移注意力的策略，但確認在多個方向上「轉型為進攻行動」。獨立智庫戰爭研究所也報告稱，烏克蘭從2023年6月8日開始發起了「大範圍的反攻行動」 ，其他西方消息來源也同意這一日期，儘管烏克蘭總統辦公室顧問米哈伊洛·波多利亞克表示反攻尚未開始。漢娜·馬里亞爾於2023年6月20日重申了這一說法。

## 反攻

### 東線（巴赫姆特線）

#### 大範圍進攻
烏克蘭亞歷山大·瑟爾斯基上將在反攻期間監督了烏克蘭軍隊在東線（巴赫姆特線）中，特別是在巴赫姆特方向。儘管在烏克蘭反攻期間，俄羅斯軍隊在前線的大部分地區都處於防禦陣地，但斯瓦托韋-克雷明納防線是俄軍仍處於攻擊狀態的少數地點之一，以轉移烏克蘭軍隊的注意力。
2023年6月8日，烏軍在巴赫姆特方向推進了1.8公里寬、1.1公里深的範圍
6月9日，取得了進一步局部進展。在安德里伊夫卡附近，烏軍迫使俄軍第57摩托化步兵旅和風暴Z從他們的陣地撤退。
6月10日，烏軍隊在巴赫穆特前線的不同區域推進1400米，並在貝爾希夫卡村和亞希德內村進行了激烈的戰鬥。
6月11日，烏克蘭國防部副部長漢娜·馬利亞爾亞宣布，烏軍在巴赫姆特沿著貝爾基夫卡水庫推進了250米。
6月11日，ISW表示，烏軍於在阿夫迪伊夫卡與俄軍第3軍交戰，並取得少量進展。
6月12日，烏軍在巴赫姆特附近的克利希伊夫卡村進行了進一步的反擊，俄羅斯和烏克蘭的消息來源都聲稱烏軍在該地區取得了進展。
6月13日，烏軍繼續在巴赫姆特南翼和北翼推進，據副國防部長馬利亞爾稱，烏軍在巴赫姆特的伯希夫水庫附近前進了250米，在托雷茨克前線前進了200米。
6月15日，烏克蘭副國防部長馬利亞爾在Telegram上發布了最新消息。她聲稱烏軍在巴赫姆特附近取得了200至500米的進展，同時面臨俄軍的頑強抵抗。此外，烏克蘭總參謀部發言人奧列克桑德爾·斯圖普恩表示，在巴赫姆特附近，斯圖普恩宣布烏軍已經成功發動了對羅茲多利夫卡-克拉斯諾波利夫卡和貝爾希夫卡-雅希德涅定居點的反擊，而俄羅斯消息來源稱烏軍在克利希奇夫卡村附近取得了進展。東部作戰指揮部發言人切拉瓦提上校表示，烏軍在巴赫姆特周圍重新奪回了16平方公里的土地。
6月16日，烏軍上將瑟爾斯基在Telegram上提到巴赫姆特的戰鬥情況：「我們繼續在不同的方向進行進攻行動，佔領主要高地和樹林，逐步迫使敵人離開巴赫姆特的郊區。敵軍部隊為了實現這一目標，展開了拼死的抵抗。」他將描述局勢緊張，進一步聲稱俄羅斯正在向巴赫姆特派遣其最優秀的師團。俄羅斯還調派了火炮和飛機作「支援」。
6月18日，阿夫迪伊夫卡行政區主管維塔利·巴拉巴什報告稱，過去兩周內，烏軍在頓涅茨克市前線北部阿夫迪伊夫卡向前推進了1公里以上。
6月24日，塔夫里亞前線地方防禦部隊發言人瓦列里·謝爾申宣布，烏軍已光復自2014年以來被俄羅斯佔領的克拉斯諾霍里夫卡村附近的0.51平方公里領土。
6月26日，烏克蘭瑟爾斯基上將報告說，烏軍已經清除了俄軍第57摩托化步兵旅佔領的橫跨西維爾斯基-頓涅茨頓巴斯運河的俄軍橋頭堡，並在巴赫姆特以南附近地區取得了成果。此外，俄羅斯消息人士稱，俄羅斯軍隊對伊萬尼夫斯凱發動了不成功的襲擊。參與的部隊包括俄羅斯戰鬥預備隊、領土部隊、數支風暴Z部隊和三支僱傭兵部隊；愛國者、假冒和老兵。假冒者由俄羅斯國有企業俄羅斯天然氣工業股份公司擁有和經營。
7月4日，烏軍向克利希伊夫卡推進，導致俄軍認為自己守不住陣地並放棄該村莊，烏克蘭總參謀部發言人科瓦廖夫證實烏克蘭軍隊正在該地區推進，但沒有證實烏克蘭已經佔領了該村莊，但這使得烏軍能夠切斷佔領巴赫姆特的俄軍一條關鍵補給路線。
7月10日，烏軍瑟爾斯基上將在Telegram中表示，俄軍被困在巴赫姆特，並處於烏克蘭的火力控制之下。他進一步聲稱在該市的北部和南部取得了進展，俄軍傷亡人數達數百人，烏克蘭發言人表示，自反攻開始以來，烏克蘭已收復巴赫姆特附近約24平方公里的土地。烏克蘭國防部副部長馬利亞爾在Telegram上聲稱，烏軍上週已收復東部4平方公里的土地。。
7月13日，車臣共和國首腦拉姆贊·卡德羅夫聲稱他的阿赫馬特部隊正從馬林卡轉移到戰線上的一個更困難區域，俄羅斯消息來源報導稱，第150摩托化步兵師正在取代他們在馬林卡的位置。
7月14日，烏克蘭亞歷山大·塔爾納夫斯基準將在Telegram上寫道，烏克蘭士兵正在系統性地將敵人趕出他們的陣地。他估計過去24小時俄羅斯的損失為200人，還有報導稱，烏軍在亞夫迪夫卡-頓涅茨克市線奪取了俄軍所控制的澤里涅茨陣地。
7月15日，第106近衛空降師指揮官弗拉基米爾·谢利维奥尔斯托夫少將被解除指揮職務，谢利维奥尔斯托夫以保護部下而為人所知，他被解職的原因是因為他向俄羅斯軍事指揮部呼籲改善士兵的待遇，第106近衛空降師的任務是保護巴赫姆特北部的索萊達爾地區，烏克蘭軍隊越過斯維爾斯基頓涅茨克運河，俄羅斯軍事博主指出有不斷的俄羅斯增援部隊進入城市，其中大部分是由BARS部隊組成。
7月16日，俄羅斯消息來源報導稱，烏克蘭軍隊解放了巴赫姆特以北13公里處的扎利茲尼揚斯凱村。 

#### 初步半包圍與其他戰事
2023年7月20日，瑟爾斯基上將表示在巴赫姆特半包圍了俄羅斯軍隊。
7月22日，烏克蘭軍隊在前進道路上挖了壕溝，俄羅斯軍隊開始反攻，奪回被烏克蘭軍隊奪回的陣地； 到目前為止，這些反擊尚未成功。
7月23日，烏克蘭消息人士稱，烏克蘭軍隊向赫羅莫韋村西北方向推進，俄羅斯軍事博主則聲稱，烏克蘭軍隊將俄羅斯軍隊推向了赫羅莫韋村西北部定居點的城市範圍
7月24日，國防部副部長漢娜·馬利亞爾表示，烏克蘭軍隊正在向巴赫穆特以南推進4平方公里，但俄羅斯軍隊在北部「寸土必爭」。
7月25日，烏克蘭軍方聲稱已將俄羅斯軍隊從巴赫姆特以南的安德里伊夫卡村陣地趕走，同時烏克蘭軍隊在巴赫姆特地區的戰鬥中確認使用了美國提供的集束彈藥。

#### 加強半包圍與其他戰事
9月8日，俄羅斯消息來源聲稱烏克蘭在克利希伊夫卡村的進攻加劇，定居點的情況未知，亞速第3突擊旅的任務是解放該村，他們的副指揮官馬克西姆強調，烏克蘭的集束炸彈阻止了任何有意義的增援部隊到達該村
9月9日，亞速第3突擊旅還協同努力解放了鄰近的安德里伊夫卡村。
9月10日，烏克蘭總參謀部和烏克蘭東部集團軍發言人耶夫拉什表示，烏克蘭軍隊在克利希伊夫卡村附近取得了成功，阿夫季夫卡市軍事管理局局長巴拉巴什報告說，烏克蘭軍隊已在阿夫季伊夫卡西南3公里、頓涅茨克國際機場以北2公里處的奧皮特內村部分取得立足點。
9月11日，烏克蘭總參謀部和烏克蘭副國防部長馬利亞爾報告說，烏克蘭軍隊在克利希伊夫卡村和安德里伊夫卡村附近推進， 一位俄羅斯軍事博主還聲稱烏克蘭軍隊挺進安德里伊夫卡村，馬利亞爾表示，烏克蘭軍隊在過去一周已經解放了巴赫姆特方向的兩平方公里，一位俄羅斯軍事博主聲稱，烏克蘭軍隊在奧皮特內村附近向斯巴達克 (頓涅茨克州)村方向推進
9月12日，發布的地理定位鏡頭顯示，烏克蘭軍隊在庫爾久米夫卡村以北和馬約爾斯克村西南取得了有限的進展，烏克蘭總參謀部報告說，烏克蘭軍隊正在繼續進攻行動，並向巴赫姆特以南推進，一位俄羅斯軍事博主聲稱，烏克蘭軍隊正在克利希伊夫卡村中心開展行動，烏克蘭國防部副馬利亞爾證實，烏克蘭軍隊已進入奧皮特內村，且定居點內的戰鬥仍在繼續。
9月13日，有報導稱奧皮特內村西南部發生戰鬥，但烏克蘭國防部尚未就該村莊的解放發表正式聲明，這些新的攻擊是針對皮斯基村，是針對該村莊的三管齊下反擊的一部分，另外兩次攻擊來自內維爾斯克村和五一村村方向。
9月14日，烏克蘭國防部副部長馬利亞爾，過早宣布解放安德里伊夫卡村，但遭到第3突擊旅的斷然拒絕，該旅宣布該村實際上已於9月15日解放，當天晚些時候，克利希伊夫卡村的卡斯圖斯·卡利諾夫斯基團和車臣志願者報告說，所有俄羅斯部隊都已脫離村莊的界限，並發布了一段視頻，顯示該部隊的成員在村莊裡自由行走，沒有受到任何阻礙，第三突擊旅的人員報告稱，他們殺死了俄羅斯第72摩托化步兵旅的四名高級軍官，該旅自新一輪戰鬥開始以來一直負責保衛克利希伊夫卡村和安德里伊夫卡村。

#### 收復巴赫姆特南大門，加強半包圍與其他戰事

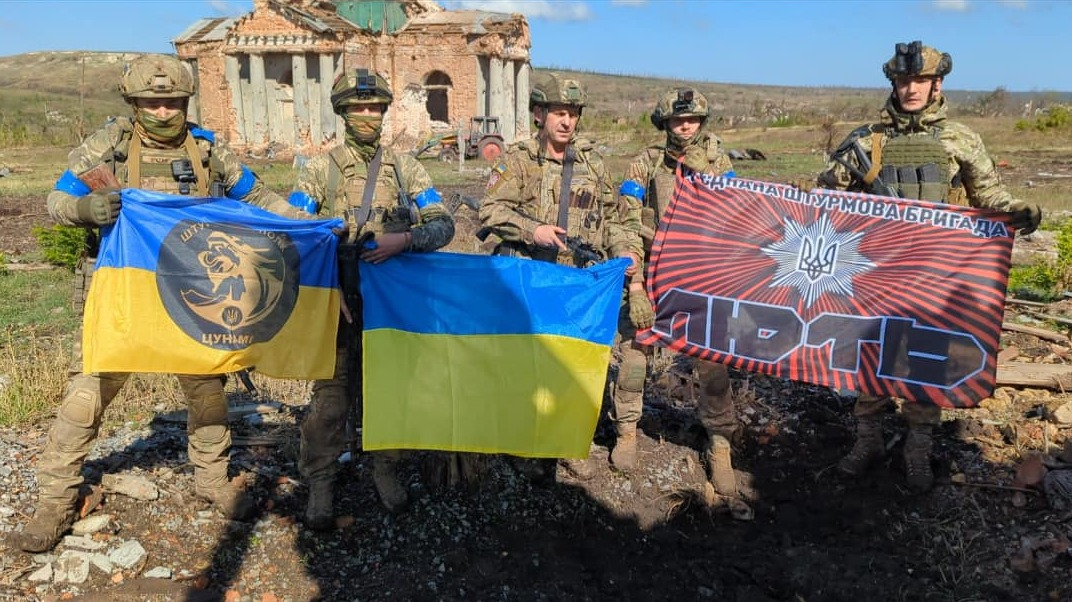
烏克蘭士兵站在解放的克利希伊夫卡村

9月17日，第80空降突擊旅和烏克蘭國家警察的柳特突擊旅在克利希伊夫卡村升起烏克蘭國旗，烏克蘭東部部隊發言人耶夫拉什已確認解放克利希伊夫卡村，烏克蘭陸軍總司令瑟爾斯基上將在Telegram表示克利希伊夫卡村已被解放，發布的地理定位鏡頭顯示，烏克蘭軍隊在奧里霍沃村-瓦西里夫卡村以東取得進展，烏克蘭軍隊也在克拉斯諾霍里夫卡村以東取得進一步進展。
9月18日，霍達科夫斯基報告稱，第31近衛空中突擊旅旅長安德烈‧康德拉什金上校在克利希伊夫卡村附近和安德里伊夫卡村附近的戰鬥中身亡。
9月23日，一名烏克蘭高級官員證實，烏克蘭在巴赫姆特的目標是整頓俄羅斯軍隊，烏克蘭在巴赫姆特固定俄羅斯軍隊可能會減輕庫皮揚斯克前線的壓力，布達諾夫中將採訪中表示，儘管巴赫姆特方向的進展值得歡迎，但烏克蘭軍隊在該地區的總體目標是壓制俄羅斯軍隊的防禦努力，否則這些努力將用於加強札波羅熱州-頓涅茨克州西部前線。
10月1日，俄羅斯消息人士稱，自反攻開始以來一直領導俄羅斯在巴赫姆特防禦工作的安德烈·西切沃伊中將因表現不佳而被俄羅斯國防部解除了指揮權，具體來說，他在克利希伊夫卡村和安德里伊夫卡村解放後不久試圖對它們發動反擊，但失敗了，未能驅逐烏克蘭軍隊，而且沒有準備，也沒有得到支援。
10月10日，俄羅斯第8集團軍的三個摩托化旅開始對阿夫迪伊夫卡發動協同進攻，試圖包圍這座自戰爭開始以來一直處於激烈戰鬥中的城市，地理定位鏡頭顯示，俄羅斯進攻的主要攻勢是西南部靠近謝韋爾納的地區以及西北部靠近斯特波韋和克拉斯諾霍里夫卡的地區。 
10月18日，耶夫拉什上尉表示，烏克蘭軍隊已越過巴赫姆特以南的鐵路線，大概是克里什奇夫卡以東。

### 札波羅熱-頓涅茨克西部線

#### 大範圍進攻
在札波羅熱州-頓涅茨克州西部線，烏克蘭採取了兩個主要的方向：一個在札波羅熱州，目標是俄羅斯佔領的戰略城市梅利托波爾，另一個在頓涅茨克州西部，目標是亞速海沿岸的馬里烏波爾跟別爾江斯克。烏克蘭奧歷山大·塔爾納夫斯基準將領導了烏克蘭反攻的札波羅熱州-頓涅茨克州西部努力。

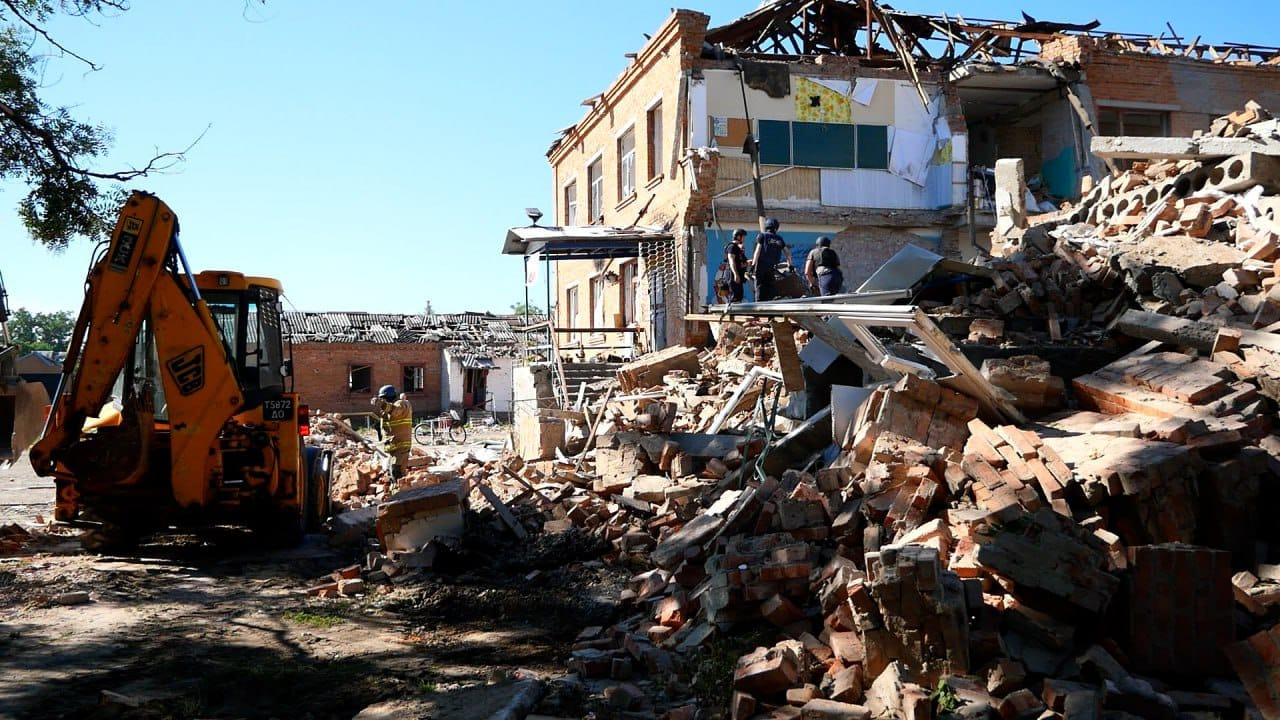
俄羅斯轟炸后奧里希夫的學校

在6月4日期間，烏克蘭在頓涅茨克州西部和扎波羅熱州東部（包括里夫諾波爾東北部）取得了有限的戰術進展， 第二天，俄羅斯軍事部落格報導，烏克蘭在烏克蘭南部的進攻行動加速，主要針對位於頓內茨克州西部的武赫萊達爾和韋利卡諾沃西爾卡之間的新頓涅茨克地區，烏克蘭軍隊在韋利卡諾沃西爾卡西南部和斯托羅熱夫西北取得進展。 儘管烏克蘭官員對此事基本上保持沉默，但有人猜測這些進攻行動是期待已久的反攻的開始。 扎波羅熱州一名俄羅斯任命的官員表示，烏克蘭人的目標是突破俄羅斯防線並到達亞速海。
6月7日，烏克蘭軍隊開始襲擊涅斯庫赫涅。
6月8日，烏軍在扎波羅熱州波洛希區奧里希夫附近展開反攻，俄軍早前在此建立了小托克馬奇卡-波洛希防線。烏軍的攻擊主要集中在羅博季涅和韋爾博韋等前線村莊周圍，烏軍突破了由第58集團軍和俄羅斯格魯烏部隊所佔據的第一道防線，迫使俄軍退守第二道防線。俄軍隨後進行反擊，奪回原有的防線。戰爭研究所指出，負責防守該區的俄羅斯南部軍區在防禦行動中表現出非同尋常的協調，俄方消息就防守成功提出各種解釋，例如有效的佈雷、空中優勢以及電子作戰系統的運用，美國官員和俄羅斯國防部報告稱，烏軍在進攻期間遭受重大損失，但美方官員表示，這些損失預計不會對烏軍整個反攻產生影響
2023年6月8日，烏軍在頓涅茨克州西部進行反攻，據報在韋利卡諾沃西爾卡方向發生了戰鬥
6月9日，烏軍在頓涅茨克州西部的布拉霍達特內取得了一些小幅進展，該地鄰近韋利卡諾沃西爾卡。而俄軍則從斯托羅傑韋以西的陣地撤退，同時有來自奧里希夫及其周圍地區更多戰鬥報告傳出，烏軍使用了豹2型坦克和M2布拉德利步兵戰車的混合部隊向扎波羅熱州托克馬克推進。烏克蘭總統弗拉基米爾·澤倫斯基祝賀烏軍在烏克蘭東部取得戰果。烏軍持續在洛布科韋附近進行反攻，並有俄方軍事博主聲稱烏軍在羅博季涅取得了進展，這兩個地點都位於奧里希夫以南的扎波羅熱州範圍。
6月10日，烏軍在洛布科韋以南和以西，以及新波克羅夫卡以西進一步取得進展，同時俄羅斯消息來源表示烏克蘭在涅斯庫赫涅附近取得了進展
6月11日，俄羅斯消息來源證實俄羅斯已從涅斯庫赫涅撤出，烏克蘭的無人機影像顯示俄羅斯軍隊已從斯托羅傑韋附近的陣地撤出。經過一周的戰鬥，烏克蘭成功控制了韋利卡諾沃西爾卡周圍95平方公里的領土，同時烏軍第68獵兵旅連同多隊國土防禦營解放了布拉霍達特內，這是烏軍在反攻期間解放的第三個村鎮，烏方也確認鄰近的馬卡里夫卡村也已解放。總體而言，烏軍在當天的行動中前進了300至1,500米。
6月11日，戰爭研究所報導稱，第58集團軍的第19摩托化步兵師、沙皇狼群民兵，以及南奧塞梯軍事單位風暴奧塞梯和阿拉尼亞未能守住洛布科韋，被迫撤退，令該村落入烏軍手中，戰爭研究所評估，在6月10日至11日，烏軍在頓涅茨克西部解放了馬卡里夫卡、涅斯庫赫涅、布拉霍達特內、斯托羅傑韋和諾沃達里夫卡。然而，研究所強調，目前稱烏軍實現突破的說法言之過早。研究所指，這次進攻主要針對俄軍第5集團軍，包括頓涅茨克人民軍的卡斯卡德作戰戰術編組、第127摩托化步兵師和第336近衛海軍步兵旅。。
6月12日，據報烏克蘭人也解放了諾沃達里夫卡附近的萊瓦德內 。
6月12日，的報告中，ISW 評估戰鬥已從奧里希夫轉移，並重申沿著 韋利卡諾沃西爾卡前線推進的說法。 他們也報告說，頓內茨克州西部的里夫諾波爾村的俄羅斯軍隊正面臨包圍，但他們的具體情況尚不清楚。
6月18日，由俄佔扎波羅熱軍員官員羅戈夫證實，皮亞季哈特基已被烏軍光復。俄羅斯消息來源還聲稱烏軍在羅博季涅方向上取得了進展。戰爭研究所在確認，至少皮亞哈季特基西部部分已被烏軍控制。
6月19日，根據BBC的報導稱，他們有一名記者與第68獵兵旅同行。BBC報導指，在之前的戰鬥中，有兩輛防地雷伏擊保護車輛，其中一輛受損，另一輛被摧毀。BBC報導稱，在布拉霍達特內的戰鬥是近距離作戰，一輛滿是彈孔的俄羅斯卡車上標有Z標誌，還有3名俄羅斯士兵的屍體。BBC的記者表示，烏軍的火炮在過去兩天內一直沒有停止，因為之前彈藥一直被保留用於這次反攻。
6月19日，出現了一段影片，據稱顯示了在皮亞哈季特基的烏軍士兵，烏克蘭國防部證實了該城鎮已被光復，來自俄羅斯消息來源的報導稱，一支駐守皮亞哈季特基附近的風暴奧塞梯營全體300人被烏軍圍攻並且被殲滅，其中包括他們的副指揮官艾文戈·捷霍夫。
6月23日，烏克蘭國防副部長馬利亞爾形容烏克蘭有漸進進展。她承認俄軍的地雷場減緩進攻的速度，烏軍據報利用瓦格納集團兵變期間帶來的混亂，在韋利卡諾沃西爾卡附近取得了小幅進展，並在距離羅博季涅1.5公里的地方推進。俄羅斯消息來源表示，烏軍突破了新丹尼利夫卡-羅博季涅防線和小托克馬奇卡-新费多里夫卡防線。
6月24日，烏克蘭副國防部長馬利亞爾稱，烏軍光復頓涅茨克州西部的里夫諾波爾村。
6月26日，影片顯示烏軍第31機械化旅第2機械化營攻克里夫諾波爾，南部前線烏軍的發言人謝爾申聲稱俄軍向其中一道防線發射了一枚帶有窒息效應的化學氣膠彈。雖然並未提供具體的發生地點，但指出事件發生在札波羅熱州，烏克蘭聲稱，風把氣膠彈吹回到俄軍的位置。
6月30日，烏克蘭武裝部隊總參謀部發言人科瓦廖夫表示，烏軍在萊瓦德涅和普留特涅之間以及馬拉托克馬奇卡和奧切雷圖瓦特之間的地區取得了部分勝利。
7月4日，烏軍抵達韋利卡諾沃西爾卡西南15公里處郊區的村莊普留尤特內，並在奧里希夫以南取得了進展。普留尤特內是俄軍的一個後勤樞紐，用於向韋利卡諾沃西爾卡前線的所有俄軍運送補給，如果它陷落，俄軍將被迫撤退到斯塔羅姆利尼夫卡，放棄幾個村莊，俄羅斯消息來源稱，烏軍於7月9日到達該定居點的郊區，並且在該方向發生了激烈的戰鬥。
7月11日，自反攻開始以來，第58集團軍一直負責俄軍在扎波羅熱州的防禦，軍隊人員未曾輪換或休假，第58集團軍司令伊萬·波波夫少將致信總參謀長瓦列里·格拉西莫夫，要求他的軍隊進行輪換，格拉西莫夫於解除了波波夫的指揮權以作回應，稱他的要求是危言聳聽，並試圖敲詐俄軍，格拉西莫夫隨後調波波夫往前線作戰。
7月11日，據報導指俄軍在扎波羅熱州的一個指揮所被暴風影導彈炸毀，而奧列格·佐科夫中將於是次空襲中陣亡。他是俄羅斯南部軍區的副司令，是自俄烏戰爭開始以來軍職最高的陣亡俄羅斯軍官。
7月14日，俄羅斯消息人士稱，烏軍在普留尤特內取得突破，並向梅利托波爾推進1.7公里。
7月16日，有相互矛盾的報導稱，旧马约尔斯克村已被烏克蘭軍隊解放，或者烏克蘭軍隊的進攻已被擊退到北部和西北郊區。
7月16日，俄羅斯在前線的指揮能力繼續惡化，第七空中突擊師師長亞歷山大·科爾涅夫少將據其自己的部隊報告，因威脅稱如果不送出新的補給就從前線撤軍而被解職。
7月23日，地理定位鏡頭證實烏克蘭軍隊出現在旧马约尔斯克北部，但該村莊的狀況仍不清楚。
7月24日，國防部副部長馬利亞爾表示，烏克蘭軍隊正在向梅利托波爾和別爾江斯克推進，軍方聲稱已向別爾江斯克推進了1.4公里。
7月25日，烏克蘭軍方發言人科瓦廖夫表示，烏克蘭軍隊正在向旧马约尔斯克方向前進。
7月27日，有廣泛報導稱烏克蘭軍隊突破了羅博季涅村附近的俄羅斯防禦，並發起了一次重大機械化行動，向該村莊推進，烏克蘭第35獨立海軍陸戰旅和乌克兰第129国土防卫旅第7艾雷營宣布解放旧马约尔斯克。
2023年8月6日，旧马约尔斯克以南的戰鬥仍在繼續，直至乌罗扎伊涅村，該村由亞歷山大·霍達科夫斯基指揮的东方旅保衛。 霍達科夫斯基聲稱烏克蘭軍隊暫時越過分隔兩個村莊的溪流
2023年8月11日，社交媒體視頻和圖像顯示，烏克蘭軍隊已進入扎波羅熱地區的羅博季涅村該地點已經發生了數周的激烈戰鬥，塔爾納夫斯基准將說，他的部隊取得了進展，地理定位鏡頭也證實烏克蘭軍隊已進入羅博季涅村的北部，而且烏克蘭軍隊也挺進烏羅扎伊涅村以南9公里，俄羅斯軍事博主聲稱烏克蘭軍隊控制了北部地區和定居點的一半，而俄羅斯軍隊仍控制著定居點的南半部。
8月15日，主要在烏羅扎伊涅村附近作戰的東方營聲稱，俄羅斯軍隊已完全失去了烏羅扎伊涅村，並將定居點的損失歸咎於缺乏步兵和裝備，但ISW尚未觀察到俄羅斯軍隊的目視確認已經徹底退出小鎮了，據報導，發布的地理定位視頻顯示，俄羅斯軍隊襲擊了躲藏在羅博季涅村中部一棟建築內的5至7名烏克蘭人員，這表明烏克蘭軍隊已經進入定居點。
8月16日，國防部副部長馬利亞爾宣布烏克蘭軍隊解放了乌罗扎伊涅村，烏克蘭第35獨立海軍陸戰旅也宣布正式解放烏羅扎伊涅村，同時烏克蘭軍隊在羅博季涅村以東挺進，發布的地理定位鏡頭顯示，烏克蘭軍隊向羅博季涅村東北部推進，而東方營聲稱，烏克蘭軍隊目前正在乌罗扎伊涅村以東的克爾曼奇克村方向進攻，同時也向扎維特內巴贊尼亞村前進。

#### 札波羅熱突破第一道防線，頓涅茨克西部繼續進逼防線
羅博季涅村的重要性以及它為何受到如此激烈的爭奪，是因為它標誌著前線密集的俄羅斯雷區的南部邊緣，這有效地陷入了烏克蘭軍隊的困境，並阻止了烏克蘭裝甲部隊的有效使用。 隨著重新奪回羅布坦尼，烏克蘭軍隊現在可以威脅俄羅斯的第二道防線，俄羅斯的第二道防線由預製混凝土掩體組成，這些掩體與一系列戰壕和隧道相連。 防禦工事層之間由雷區和龍牙組成，儘管比羅博坦以北的雷區和龍牙要薄得多，並且有明顯的道路供俄羅斯部隊以及烏克蘭部隊使用。
8月23日，烏克蘭第47機械化旅宣布正式解放羅博季涅村，將烏克蘭國旗掛在村莊的行政辦公室上。
8月30日，據報導成功推進，推進到韋爾博韋村以西。發布的地理定位鏡頭顯示，烏克蘭軍隊推進到韋爾博韋村西北郊區，烏克蘭總參謀部報告說，烏克蘭部隊在新普羅科皮夫卡村-新波克羅夫卡村和小托克馬奇卡村-韋爾博韋村方向取得了成功，一位與克里姆林宮有關聯的軍事博主聲稱，烏克蘭軍隊向沃洛達因村方向推進，俄羅斯軍隊不得不從那裡撤退。由於戰術包圍的威脅，該地區有幾個高地，其他俄羅斯軍事博主和俄羅斯東方營指揮官霍達科夫斯基聲稱，烏克蘭軍隊正在普里尤特涅村-旧马约尔斯克村線加強進攻活動。
9月6日俄羅斯和烏克蘭消息來源報導，烏克蘭軍隊已突破烏羅扎因以東的新多涅茨克防線，在烏克蘭用集束彈藥進行猛烈炮轟後，俄羅斯軍隊暫時從新多涅茨克以東的新邁奧爾斯凱撤出。 
9月8日，據報導於取得進展。烏克蘭總參謀部報告說，烏克蘭軍隊在新丹尼利夫卡村-新普羅科皮夫卡村方向取得了成功，俄羅斯軍事博主稱，烏克蘭軍隊加強了對新頓涅茨克村-新迈奥尔斯凯村線，一名軍事博主聲稱烏克蘭軍隊佔領了新迈奥尔斯凯村西北郊的陣地。
從9月9日開始，烏克蘭軍隊開始齊心協力渡過新邁奧爾斯凱和新多涅茨克以北的夏坦卡河
9月14日，空降兵部隊第7師第247近衛空中突擊團指揮官瓦西里·波波夫上校在頓涅茨克州西部地區的戰鬥中陣亡。
9月23日，發布的地理定位圖像表明，烏克蘭軍隊已向新普羅科皮夫卡村以北推進，烏克蘭總參謀部報告說，烏克蘭軍隊正在將俄羅斯軍隊趕出韋爾博韋村地區陣地，塔爾納夫斯基準將告訴媒體，烏克蘭士兵在韋爾博韋村突破了俄羅斯的防禦，ISW先前評估認為，雖然季節性天氣會減慢地面行動並對後勤構成挑戰，但它不會明確結束烏克蘭的反攻行動，還可能摧毀了俄羅斯第810海軍步兵旅，布達諾夫在戰區訪談中表示，第810海軍步兵旅在札波羅熱州-頓涅茨克州西部徹底摧毀。
9月24日，俄羅斯空降兵部隊下屬的報道稱，烏克蘭軍隊已進入韋爾博韋市區，並突破了定居點北部和西部的一系列防禦網絡，但ISW 評估稱，他們可能誇大了俄羅斯國防部的說法。
9月25日，地理定位鏡頭證實烏克蘭軍隊出現在韋爾博韋市區。
10月9日，地理定位鏡頭顯示烏克蘭軍隊正在向 米基爾斯克和 新費多里夫卡進發。
10月10日，據俄羅斯消息人士報道，丹尼斯·利亞明中將被解除了第58聯合軍的指揮權，被調任中央軍區參謀人員。

### 赫爾松左岸線

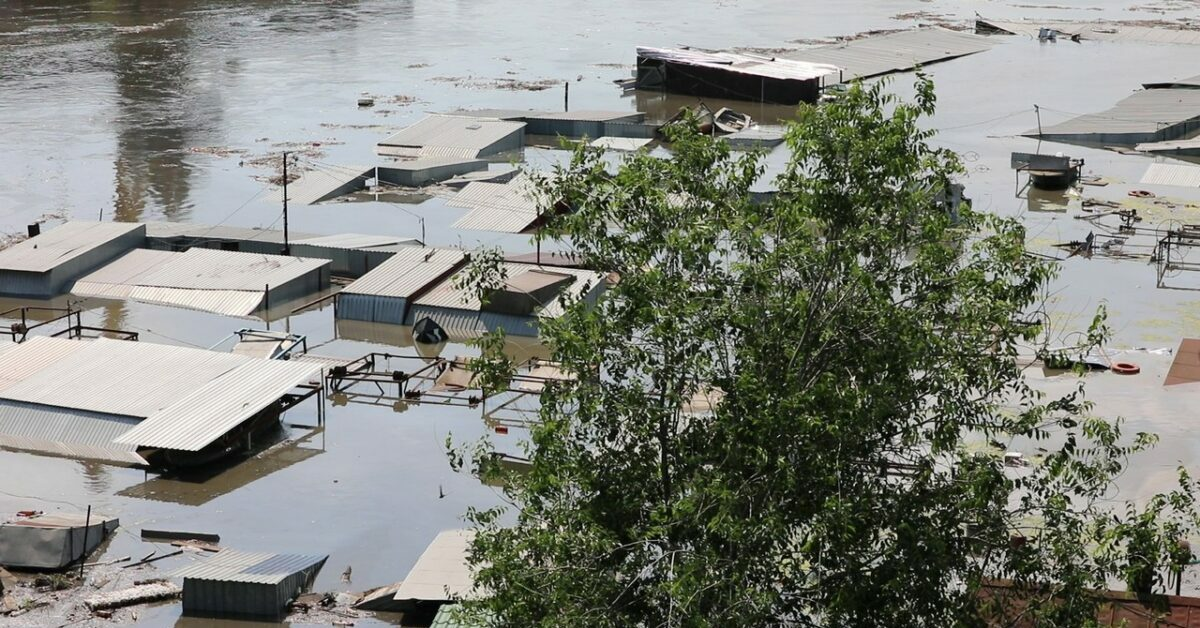
被摧毀卡霍夫卡大壩下游赫爾松州的洪水

2023年6月6日，聶伯河上的卡霍夫卡大壩被摧毀，淹沒了下游大片地區，並減少了克里米亞的供水， 隨著反攻開始，俄羅斯軍隊炮轟赫爾松，烏克蘭救援人員正在疏散受到洪水威脅的居民，烏克蘭軍隊已經開始製定奪回赫爾松左岸的計劃，因為它們為觀察俄羅斯的軍事活動提供了良好的地點，並開始在反攻之前進行監視。 此前，戰術部隊曾對俄羅斯防線進行過偵察和瞄準行動。 然而，破壞極大地打亂了這些計劃，從而影響了整體反攻。

#### 嘗試建立橋頭堡
6月26日，據親俄Telegraph頻道報導，烏軍渡過聶伯河，攻佔達奇村，試圖建立橋頭堡。然而，自從卡霍夫卡大壩被毀後，達奇所在的安東尼夫斯基島已被完全淹沒。此外，戰役研究所和美聯社評估該村莊早在4月23日聶伯河戰役期間被光復。
6月29日，俄佔赫爾松州長弗拉基米爾·薩爾多表示，赫爾松志願民兵「瓦西里·馬爾格洛夫」已被派往安東尼夫斯基大橋，並與作戰陸軍預備役部隊一起開展戰鬥行動。與此同時，克里米亞游擊隊組織阿泰什報告稱，俄羅斯將其大部分後備軍力部署在亞美尼亞斯克，作為一旦反攻升級且俄羅斯失去對赫爾松其他地區控制的後備陣地。烏方尚未有任何有關情況的報導。
2023年7月1日，赫爾松左岸再次爆發戰鬥，英國國防部報告稱，烏軍幾乎肯定已在左岸重新部署部隊。英國國防部還報告說，俄軍在卡霍夫卡周圍集結，以加強那裡的防禦。據親歐新聞社報導，俄軍顯然努力將烏軍從左岸擊退，但傷亡慘重。儘管俄羅斯軍事博主稱，俄軍已經清除了東岸70人的烏克蘭橋頭堡，並聲稱消滅安東尼夫斯基大橋周圍的烏克蘭破壞組織。據戰爭研究所稱，這些博主沒有提供任何實際證據證實這些說法。
2023年7月2日，據烏克蘭記者古梅紐克稱橋樑附近的戰鬥加劇。當時的戰鬥被認為主要是反砲兵攻擊。俄羅斯國防部聲稱烏軍在赫爾松左岸的陣地已被完全清除，但這一說法很快遭到一些俄羅斯軍事博主的反駁，他們聲稱烏軍當時仍在該地區活動。伊戈爾·斯特列爾科夫聲稱，第7近衛山地空中突擊師的部隊已從奧萊什基周圍轉移到扎波羅熱地區。
自7月10日以來，各種俄羅斯消息來源一直聲稱，要么烏克蘭軍隊在赫爾松左岸被完全摧毀，要么他們仍在大橋的防禦工事中幾乎每天都在對抗俄羅斯砲兵
7月11日，俄羅斯消息人士稱，安東尼夫斯基大橋下的烏軍已獲得兩隊新部隊的增援，俄軍於放棄了安東尼島的陣地，並稱這是一次正當且有分寸的行動，理由是沼澤和難以攻擊的地形以及烏克蘭砲兵的猛烈轟炸。
7月23日，俄羅斯消息來源聲稱烏克蘭軍隊對霍拉普里斯坦進行了試探性攻擊，並承認達奇村和安東尼夫斯基島處於烏克蘭控制之下
2023年8月5日，出現的視覺證據表明，烏克蘭已將其橋頭堡擴展至康卡河，烏克蘭部隊設法往東向奧萊什基增加其存在。人們看到俄羅斯軍隊瞄準了烏克蘭控制的達奇村。

#### 嘗試建立多個橋頭堡
8月8日，ISW援引俄羅斯軍事博主的話說，烏克蘭軍隊乘坐7艘船在赫爾松左岸，小扎拉赫里村附近再次越過聶伯河，並在突破俄羅斯防禦後推進了800米。
8月11日，據報導烏克蘭軍隊在被佔領的赫爾松左岸的近後方地區進行了行動。一名俄羅斯軍事博主在發布了一名俄羅斯士兵的視頻，聲稱烏克蘭軍隊佔領了小扎拉赫里村的西半部，並準備對歐洲E58公路沿線的車隊進行突襲
8月14日，俄羅斯消息人士繼續聲稱，烏克蘭軍隊在赫爾松左岸佔據有限陣地。 一位俄羅斯軍事博主聲稱，烏克蘭軍隊繼續在安東尼夫斯基橋和小扎拉赫里村附近乘坐小船越過聶伯河，同時坦克成功渡河以加固這些陣地。，赫爾松右岸的砲兵連也為行動提供了支援。在登陸初期的某個時刻，烏克蘭軍隊佔領了小扎拉赫里村西郊，但在 8 月18日撤退。
8月19日，烏克蘭武裝部隊終於打破了對赫爾松州行動的無線電沉默，南方行動司令部發言人胡梅紐克宣布，烏克蘭軍隊目前在赫爾松州的主要任務是為了赫爾松左岸未來行動和演習的安全創造條件，赫爾松左岸，即清除可能阻礙烏克蘭行動俄羅斯機動艇與俄羅斯砲兵。
10月18日，俄羅斯消息人士稱，10月17日至18日晚，烏克蘭軍隊越過聶伯河，分別暫時控制和部分控制了波伊馬和皮夏尼夫卡村莊。此外，俄羅斯消息人士稱，克伦基村和卡扎茨基島的俄羅斯陣地遭到攻擊。 俄羅斯消息來源稱，襲擊是由第35和第36 海軍陸戰旅持續進行的，除了砲擊之外，沒有派出俄羅斯軍隊來阻止橋頭堡。
10月19日，薩爾多對俄羅斯沒有派出部隊清除烏克蘭橋頭堡的說法提出異議，並報告稱波伊馬-皮夏尼夫卡-皮茲泰普內地區已清除了烏克蘭人員， 其他俄羅斯消息人士報道稱，烏克蘭海軍陸戰隊進入了克伦基村，烏克蘭總參謀部報告稱俄羅斯對皮夏尼夫卡進行了空襲，該報告通常是針對烏克蘭陣地的襲擊。
11月19日，烏克蘭軍隊宣布擊退了俄羅斯的攻擊，並向被佔領的赫爾松左岸推進了「3至8公里」。

### 其他事件
2023年8月24日，烏克蘭國防部情報總局宣布烏克蘭空軍和烏克蘭海軍參與了在克里米亞西部塔爾漢庫特半島的馬雅克鎮和奧列尼夫卡鎮附近的特別行動，烏克蘭軍隊在克里米亞進行了兩棲登陸和空降部署，烏克蘭國防部情報總局宣布行動的所有目標均已完成，俄羅斯軍隊遭受傷亡，是自2014年以來烏克蘭國旗再次飄揚在克里米亞半島上空。
2023年8月27日，英國國防部報告稱，烏克蘭海軍和俄羅斯空軍在黑海石油平台及其周圍發生了一系列小規模衝突。 此前，俄羅斯和烏克蘭人員都曾駐紮在這些平台上，並且一系列俄羅斯控制的平台都遭到了烏克蘭導彈的襲擊。
2023年9月11日，烏克蘭國防部情報總局表示，烏克蘭軍隊恢復了烏克蘭對黑海克里米亞海岸博伊科塔鑽井平台的控制，俄羅斯軍隊自2015年起控制了這些鑽井平台。
9月22日，烏克蘭襲擊了俄羅斯黑海艦隊總部，烏克蘭國防部情報總局報告稱，捕蟹器行動有效地摧毀了俄羅斯指揮部，導致數十名高級軍官死亡，其中包括艦隊的高級領導層。
10月4日，烏克蘭國防部情報總局報告稱，他們在克里米亞進行了一次突襲，並發布了一段視頻，顯示特種部隊對俄羅斯陣地造成火災，發言人尤索夫表示，特種部隊登陸克里米亞，襲擊了俄羅斯軍隊，並在完成任務後撤退
11月27日，克里米亞、俄羅斯南部和被佔領的烏克蘭受到風暴貝蒂娜的襲擊，造成至少四人死亡、十幾人受傷，以及超過50萬人斷電。此外，風暴捲走了大部分简易的俄羅斯海岸防禦陣地，使半島容易受到烏克蘭襲擊。

### 結果
戰爭開始近五個月後，烏克蘭軍隊佔領了370平方公里的領土。 他們也對俄羅斯佔領的克里米亞半島和俄羅斯黑海艦隊進行了多次成功的攻擊。 然而，他們沒有到達托克馬克市，烏克蘭將軍亞歷山大·塔爾納夫斯基將其描述為“最低目標”，並且到達亞速海以分裂烏克蘭南部的俄羅斯軍隊的最初目標仍未實現。烏克蘭總司令扎卢日内於 2023年11月初表示，戰爭已陷入「僵局」。澤連斯基總統在11月30日接受採訪時表示，戰爭正在進入新階段，他對進攻結果給出了不同的答案。 截至2023年12月初，多家國際媒體表示烏克蘭的反攻未能收復任何大片領土或實現重大戰略目標。

## 分析
7月15日，纽约时报发表一篇文章，称乌克兰在进攻初期的装备损失高达20%。这迫使乌克兰改变战术，改用火炮和导弹袭击俄罗斯阵地。
美国退休军官加里·埃斯皮納斯上校在接受公共广播电视公司访问时称，反攻的速度明显放缓，但我想任何人都不会对此感到意外。
路透社称自乌克兰上月开始反攻以来，基辅已收复南部一些村庄和东部巴赫穆特废墟城市周围的领土，但尚未尝试跨越严密的俄罗斯防线以取得重大突破。基辅说它正有意缓慢推进，以避免在布满地雷的坚固防线上造成重大伤亡；目前重点是削弱俄罗斯后勤和指挥能力。
8月2日，纽约时报文章称乌克兰改变战术的决定是一个明确信号，表明北约希望乌克兰部队在新武器、新训练和弹药注入武装下取得巨大推进的愿望至少目前落空了。
10月15日，乌克兰总统泽连斯基的前顾问阿列克谢·阿列斯托维奇表示，烏克蘭反攻是一场灾难，他指责泽连斯基及其军事指挥官犯下战略错误，從而導致烏軍未能突破俄罗斯的防线。
10月19日，英國智庫皇家聯合軍種研究所(RUSI) 研究員傑克·沃特林得出的結論是，「烏克蘭保留了某些讓俄羅斯體系感到不舒服的選項，但今年不太可能取得突破」。10月26日，法国世界报在题为『乌克兰反攻为何失败』的文章中引述军事专家的评估，乌军150天的反攻并不成功，取得的进展很小，而且现在几乎无法再向前推进了。
12月2日，烏克蘭總統澤連斯基於美联社的訪問中承認反攻未能獲取其期望成果。
12月10日，新华社综合各方专家认为，战场已陷入僵局；尽管西方出现“乌克兰疲劳症”（即对援助乌克兰感到疲劳），但仍有意愿继续支持乌方打下去；由于俄乌在谈判条件、和平愿景等方面存在根本性分歧，因此双方谈判前景依然渺茫，短期内看不到恢复和平的曙光。

## 扩展阅读
- PUBLICATIONS （页面存档备份，存于）

- ResponsibleStatecraft.org: Ukraine's Counteroffensive Needs a Plan B （页面存档备份，存于）